# 2689 Bruxelles
A 2689 Bruxelles egy, a kisbolygóövben található aszteroida. Sylvain Arend belga csillagász fedezte fel az ucclei csillagvizsgálóból 1935. február 3-án, és a nevet is ő adta, Brüsszel város után.